# Disparador remot
Un disparador remot és un petit dispositiu el funcionament principal del qual és disparar una càmera fotogràfica de forma remota. És ideal per a fotografia de llarga exposició i autoretrats. A més, també s'utilitza en la realització d'altres tècniques com l'HDR o el bràqueting.
La majoria de càmeres rèflex i evil accepten disparadors remots. No obstant això, no totes les càmeres compactes són compatibles. Les càmeres que són compatibles amb disparadors remots solen tenir:
- Un connector en el seu cos, per connectar un disparador de cable
- Un port d'infrarojos en el seu cos, per usar disparadors remots sense fils.

## Funcionalitat
La funcionalitat bàsica d'un disparador remot és la de poder disparar la càmera sense tocar el botó disparador.Això permet:
1. Evitar les vibracions que es produeixen a la càmera en prémer el botó disparador, obtenint així fotografies més nítides i evitant que puguin sortir mogudes.
2. Poder disparar la càmera a distància.

El disparador remot compta amb un polsador que, igual que el de la càmera, premut fins a la meitat enfoca, i premut fins al fons dispara. A més, si s'usa la manera Bulb (per a les càmeres que disposen d'aquesta modalitat) és possible obrir l'obturador prement el botó una vegada i tornar-ho a tancar prement-ho de nou.
Uns altres disparadors, en canvi, disposen de l'opció Hold, des de la qual és possible bloquejar el botó disparador lliscant el dit cap amunt, per no haver d'estar constantment estrenyent el botó del disparador durant tota la presa de llarga exposició.

## Aplicacions
En la majoria de fotografies no és necessari l'ús d'un disparador remot, no obstant això, en certes situacions el seu ús serà indispensable per realitzar una fotografia correcta.
Algunes de les aplicacions concretes que tenen els disparadors remots són:
- Fotografia de llarga exposició: En fotografies de llarga exposició, tan sols prement el botó disparador és probable que la fotografia surti trepidada, per les vibracions que es causen. Si bé és cert que és possible programar el temporitzador de la càmera perquè tingui un retard d'alguns segons, utilitzar un disparador remot és molt més còmode i ràpid i ens permet realitzar no només fotografies premeditades per les quals es pot preveure l'ús del temporitzador, sinó també fotografies que sorgeixen a l'instant. A més aquesta opció només és vàlida quan es dispara uns segons concrets, i per exemple, si es dispara en mode bulb s'ha de mantenir permut tota l'estona el botó disparador de la càmera.
- Fotografia nocturna: tot i el fet que la fotografia nocturna podria estar inclosa perfectament dins del punt anterior, cal afegir que un disparador remot sense fil serà indispensable per a la tècnica del lightpainting, ja que per realitzar efectes amb llum i il·luminar certes zones de la fotografia el fotògraf ha d'allunyar-se de la càmera. D'altra banda, un intervalòmetre també és molt útil si es pretén utilitzar el mode bulb o realitzar una fotografia circumpolar.[3]
- Bràqueting: El bràqueting és una tècnica que consisteix a realitzar la mateixa fotografia amb exposicions diferents per després combinar les diferents preses o obtenir una millor exposició global. Per a això és necessari l'ús d'un trípode i d'un disparador remot, ja que el fet de prémer el botó disparador pot fer que l'enquadrament variï lleugerament, arruïnant el resultat final del muntatge.
- Fotografia HDR: La fotografia HDR es basa en la mateixa tècnica que s'utilitza per realitzar un bràqueting i, per tant, també requereix que l'enquadrament no es mogui ni un mil·límetre, per després muntar totes les fotografies amb diferents exposicions.
- Fotografies de grup amb el fotògraf inclòs i autoretrats.
- Macrofotografía: Una de les majors dificultats de la macrofotografia és enfocar, ja que la profunditat de camp sol ser escassa. És per això que una petita vibració en prémer el botó del disparador de la càmera podria fer que el motiu principal acabés desenfocat.
- Fotografia de naturalesa: En aquest tipus de fotografia, moltes vegades és necessària una tranquil·litat total per no espantar a la fauna. No obstant això, si el fotògraf es troba enganxat a la càmera trencarà aquesta tranquil·litat i és probable que la seva presència alteri l'entorn. Gràcies a un disparador remot és possible fer fotos a certa distància, per poder captar la fauna en tota la seva esplendor.

## Tipus
Existeixen 3 tipus de disparador remot:

### Disparador amb cable
Consta simplement d'un botó que funciona igual que el botó disparador de la càmera. El disparador amb cable ofereix diversos avantatges:
- El major avantatge del disparador amb cable és la seva precisió. Així com el disparador sense fil pot fallar si no s'encara bé el comandament cap al sensor d'infrarojos, el disparador per cable no fallarà mai (tret que sigui defectuós o no estigui ben connectat).
- Possibilita l'opció Hold, per poder bloquejar el botó del disparador en fer una foto en mode Bulb.
- La majoria de models amb cable disposen de l'opció d'enfocar en prémer el botó disparador a la meitat.

- Finalment, entre els disparadors amb cable trobem els intervalòmetres, un disparador remot amb funcions avançades. Més concretament, permet programar-lo perquè dispari una sèrie de fotografies de forma automàtica en un interval de temps determinat. És extremadament útil per programar la càmera per realitzar fotografies circumpolars o time lapses. A més, també són òptims quan es dispara en mode Bulb, per veure en la pantalla quants segons (o minuts) porta obert l'obturador.

No obstant això els disparadors amb cable també tenen inconvenients. El més destacable és sens dubte la poca mobilitat que ofereixen. Tot i el fet que hi ha models amb cables més llargs, el cert és que un disparador amb cable normalment no serveix per realitzar autoretrats, fotografies en grup o lightpainting a distància, com si que permet un disparador sense cable.

### Disparador sense fils
És igual que el disparador amb cable però funciona (típicament) a través de raigs infrarojos. El major avantatge del disparador sense fil és que fa possible distàncies més llargues entre el fotògraf i la càmera. Això és ideal per a autoretrats, fotografies de grup on també vulgui aparèixer el fotògraf, o per fer lightpainting en fotografia nocturna. No obstant això, ens trobem amb diversos inconvenients :
- El major inconvenient del disparador sense fil és que necessita una visió directa amb el sensor d'infrarojos de la càmera, per la qual cosa treu llibertat a l'hora de situar-se i en més d'una ocasió pot fallar en prémer el botó.
- D'altra banda, si s'estan disparant diverses càmeres alhora, un disparador sense fil pot fer que no només la càmera desitjada es dispari, sinó que ho facin també altres. Això podria ser un avantatge si es volen disparar totes alhora, però en una sessió conjunta és un gran problema.
- Finalment, la majoria de models de disparador sense fils no disposen de l'opció de prémer el botó fins a la meitat per enfocar.

### Disparador amb cable amb intervalòmetre
A més de comptar amb el botó disparador, té una petita pantalla on poder programar la càmera perquè vagi disparant automàticament en intervals. Això incrementa el seu preu, però pot ser molt útil per fer fotografies circumpolars o per time lapses.